# ارهارد بوسک
ارهارد بوسک (انگلیسی: Erhard Busek؛ زادهٔ ۲۵ مارس ۱۹۴۱ – ۱۳ مارس ۲۰۲۲) یک سیاست‌مدار اهل اتریش بود.